# فرد جي. كاربنتر
فرد جي. كاربنتر هو محامي وسياسي أمريكي، (و. 1871  م). نشط حزبياً في الحزب الجمهوري. وقد انتخب عضو جمعية ولاية ويسكونسن ‏.